# Соболевския
Соболевския (лат. Sobolewskia) — род травянистых растений семейства Капустные (Brassicaceae), распространённый в Крыму, на Кавказе и в Малой Азии.
Род назван в честь российского ботаника Григория Фёдоровича Соболевского.

## Ботаническое описание
Однолетние или двулетние травянистые растения. Листья округлые, крупногородчатые.
Чашелистики почти простёртые, при основании не мешковидные. Лепестки обратно-овальные, белые, с короткими ноготками. Тычинки свободные, при основании слегка расширенные. Микроспоры сплющенно-сфероидальные, трёхбороздные; борозды широкие; общая поверхность экзины, а также и мембрана борозд сложносетчатая. Рыльце почти сидячее, простое, точковидное. Стручочки нераскрывающиеся, продолговатые или булавовидные, кожистые, одногнёздные, односемянные или реже двусемянные. Семена продолговатые; зародыш спинкокорешковый.

## Виды
Род включает 4 вида:
- Sobolewskia caucasica N.Busch — Соболевския кавказская
- Sobolewskia clavata (Boiss.) Fenzl — Соболевския булавовидная
- Sobolewskia sibirica (Willd.) P.W.Ball — Соболевския сибирская
- Sobolewskia truncata N.Busch — Соболевския обрубленная